# Maggior numero primo conosciuto
Il maggior numero primo conosciuto, a ottobre 2024, è 2136 279 841 − 1, un numero che se scritto in base 10 è composto da 41 024 320 cifre. Tale numero è stato scoperto a ottobre 2024 da Luke Durant nell'ambito del progetto Great Internet Mersenne Prime Search (GIMPS).

Un grafico aggiornato al 2016 del numero di cifre componenti il più grande numero primo conosciuto. La scala dell'asse delle ordinate è logaritmica. La linea rossa è la curva esponenziale che meglio si adatta al grafico e ha equazione: y = exp(0,187394 t − 360,527), dove t è in anni.

Benché già nel 300 a.C. Euclide abbia dimostrato l'infinità dei numeri primi, ossia di quei numeri naturali divisibili solo per uno e per sé stessi, e che quindi non esista il più grande dei numeri primi, molti matematici e amanti della matematica sono comunque alla continua ricerca di numeri primi sempre più grandi. I numeri primi hanno un ruolo essenziale nella crittografia, ma numeri come quelli scoperti negli ultimi anni sono troppo grandi per essere usati a questo scopo. A spingere matematici professionisti e dilettanti alla loro caccia è quindi piuttosto una sfida intellettuale anche perché non è stato individuato alcuno schema nella loro distribuzione e quindi non esiste alcun algoritmo che efficientemente generi tutti e soli i numeri primi.
Dopo il 1992 tutti i numeri primi più grandi conosciuti sono stati numeri primi di Mersenne, ossia numeri primi inferiori di uno rispetto a una potenza di due. Al dicembre 2019, gli otto più grandi numeri primi conosciuti sono numeri primi di Mersenne e gli ultimi 17 numeri primi ad aver detenuto il record di numero primo più grande conosciuto sono stati numeri primi di Mersenne, l'ultimo numero primo non di Mersenne ad aver detenuto il suddetto record è stato 391 581 × 2216 193 − 1, scoperto nel 1989.
Per quanto riguarda l'identificazione di tali numeri, l'implementazione della trasformata di Fourier veloce del test di primalità di Lucas-Lehmer per i numeri primi di Mersenne si è rivelata un metodo molto più veloce rispetto agli altri test di primalità conosciuti per gli altri tipi di numeri; proprio tale relativa rapidità spiega la grande quantità di numeri di Mersenne tra i più grandi numeri primi conosciuti.

## Record attuale
A ottobre 2024, il primato di numero primo più grande conosciuto è detenuto da 2136 279 841 - 1, un numero di 41 024 320 cifre scoperto nell'ottobre 2024 nell'ambito del progetto di calcolo distribuito GIMPS, che ha sorpassato di circa 16,15 milioni di cifre il precedente numero detentore del titolo, ed è diventato il 52º numero primo di Mersenne mai scoperto. Il suo valore è:
(41 024 080 cifre omesse)
... 852806517931459412567957568284228288
124096109707961148305849
34976608576417071506040940450962210
4665555076706219486871551»

## Premi
Il Great Internet Mersenne Prime Search (GIMPS) offre un premio di 3 000 dollari per tutti i partecipanti al progetto il cui computer, dopo aver scaricato il loro software gratuito, scopre un nuovo numero primo di Mersenne avente meno di 100 milioni di cifre.
Altri premi riguardanti numeri primi da record sono offerti dalla Electronic Frontier Foundation, e lo stesso GIMPS sta coordinando una ricerca ad ampio raggio avente lo scopo di individuare numeri primi formati almeno da 100 milioni di cifre; a tal proposito ha affermato che dividerà con l'utilizzatore del software che risultasse vincitore i 150 000 dollari messi in palio per il raggiungimento di tale traguardo dalla Electronic Frontier Foundation.
Il numero primo più grande mai conosciuto ha passato il milione di cifre nel 1999, con lo scopritore che si è aggiudicato un premio da 50 000 dollari. Nel 2008, invece, è stato oltrepassato il muro delle 10 milioni di cifre e lo scopritore si è aggiudicato un premio da 100 000 dollari più un Cooperative Computing Award, sempre da parte della Electronic Frontier Foundation. In entrambi i casi il premio è stato vinto da un partecipante al progetto GIMPS.

## Storia
La seguente tabella mostra la progressione dei più grandi numeri primi conosciuti, riportati in ordine crescente. Qui Mn = 2n − 1 rappresenta il numero di Mersenne avente esponente n. Il numero ad aver detenuto il record per più tempo è stato M19 = 524 287, che è stato il più grande numero primo conosciuto per ben 144 anni. I dati sono mostrati a partire dal 1456.
| Numero                                      | Cifre      | Anno della scoperta | Scopritore                                   | Espansione decimale (solo per numeri < 1050)             |
| ------------------------------------------- | ---------- | ------------------- | -------------------------------------------- | -------------------------------------------------------- |
| M13                                         | 4          | 1456                | Anonimo                                      | 8 191                                                    |
| M17                                         | 6          | 1588                | Pietro Antonio Cataldi                       | 131 071                                                  |
| M19                                         | 6          | 1588                | Pietro Antonio Cataldi                       | 524 287                                                  |
| {\displaystyle {\tfrac {2^{32}+1}{641}}}    | 7          | 1732                | Eulero                                       | 6 700 417                                                |
| M31                                         | 10         | 1772                | Eulero                                       | 2 147 483 647                                            |
| {\displaystyle {\tfrac {2^{64}+1}{274177}}} | 14         | 1855                | Thomas Clausen                               | 67 280 421 310 721                                       |
| M127                                        | 39         | 1876                | Édouard Lucas                                | 170 141 183 460 469 231 731 687 303 715 884 105 727      |
| {\displaystyle {\tfrac {2^{148}+1}{17}}}    | 44         | 1951                | Aimé Ferrier con una calcolatrice meccanica; | 20 988 936 657 440586 486 151 264 256610 222 593 863 921 |
| 180×(M127)2+1                               | 79         | 1951                | Computer EDSAC dell'Università di Cambridge  |                                                          |
| M521                                        | 157        | 1952                |                                              |                                                          |
| M607                                        | 183        | 1952                |                                              |                                                          |
| M1279                                       | 386        | 1952                |                                              |                                                          |
| M2203                                       | 664        | 1952                |                                              |                                                          |
| M2281                                       | 687        | 1952                |                                              |                                                          |
| M3217                                       | 969        | 1957                |                                              |                                                          |
| M4423                                       | 1 332      | 1961                |                                              |                                                          |
| M9689                                       | 2 917      | 1963                |                                              |                                                          |
| M9941                                       | 2 993      | 1963                |                                              |                                                          |
| M11213                                      | 3 376      | 1963                |                                              |                                                          |
| M19937                                      | 6 002      | 1971                |                                              |                                                          |
| M21701                                      | 6 533      | 1978                |                                              |                                                          |
| M23209                                      | 6 987      | 1979                |                                              |                                                          |
| M44497                                      | 13 395     | 1979                |                                              |                                                          |
| M86243                                      | 25 962     | 1982                |                                              |                                                          |
| M132049                                     | 39 751     | 1983                |                                              |                                                          |
| M216091                                     | 65 050     | 1985                |                                              |                                                          |
| 391 581×2216 193−1                          | 65 087     | 1989                |                                              |                                                          |
| M756839                                     | 227 832    | 1992                |                                              |                                                          |
| M859433                                     | 258 716    | 1994                |                                              |                                                          |
| M1257787                                    | 378 632    | 1996                |                                              |                                                          |
| M1398269                                    | 420 921    | 1996                | GIMPS, Joel Armengaud                        |                                                          |
| M2976221                                    | 895 932    | 1997                | GIMPS, Gordon Spence                         |                                                          |
| M3021377                                    | 909 526    | 1998                | GIMPS, Roland Clarkson                       |                                                          |
| M6972593                                    | 2 098 960  | 1999                | GIMPS, Nayan Hajratwala                      |                                                          |
| M13466917                                   | 4 053 946  | 2001                | GIMPS, Michael Cameron                       |                                                          |
| M20996011                                   | 6 320 430  | 2003                | GIMPS, Michael Shafer                        |                                                          |
| M24036583                                   | 7 235 733  | 2004                | GIMPS, Josh Findley                          |                                                          |
| M25964951                                   | 7 816 230  | 2005                | GIMPS, Martin Nowak                          |                                                          |
| M30402457                                   | 9 152 052  | 2005                | GIMPS, Curtis Cooper e Steven Boone          |                                                          |
| M32582657                                   | 9 808 358  | 2006                | GIMPS, Curtis Cooper e Steven Boone          |                                                          |
| M43112609                                   | 12 978 189 | 2008                | GIMPS, Edson Smith                           |                                                          |
| M57885161                                   | 17 425 170 | 2013                | GIMPS, Curtis Cooper                         |                                                          |
| M74207281                                   | 22 338 618 | 2016                | GIMPS, Curtis Cooper                         |                                                          |
| M77232917                                   | 23 249 425 | 2017                | GIMPS, Jonathan Pace                         |                                                          |
| M82589933                                   | 24 862 048 | 2018                | GIMPS, Patrick Laroche                       |                                                          |
| M136279841                                  | 41 024 320 | 2024                | GIMPS, Luke Durant                           |                                                          |

Gli ultimi 16 numeri ad aver detenuto il record sono stati trovati grazie al software elaborato nell'ambito del progetto GIMPS, utilizzando ordinari computer di partecipanti al progetto sparsi nel mondo.

## I venti più grandi numeri primi conosciuti
Chris K. Caldwell cura e mantiene aggiornata una lista dei 5 000 più grandi numeri primi conosciuti, di cui vengono qui di seguito riportati i primi venti.
| Rank | Numero                                | Scoperta          | Cifre      | Ref         |
| ---- | ------------------------------------- | ----------------- | ---------- | ----------- |
| 1    | 2136 279 841 − 1                      | 12 ottobre 2024   | 41 024 320 | [ 1 ]       |
| 2    | 282 589 933 − 1                       | 7 dicembre 2018   | 24 862 048 | [ 5 ]       |
| 3    | 277 232 917 − 1                       | 26 dicembre 2017  | 23 249 425 | [ 2 ] [ 9 ] |
| 4    | 274 207 281 − 1                       | 7 gennaio 2016    | 22 338 618 | [ 10 ]      |
| 5    | 257 885 161 − 1                       | 25 gennaio 2013   | 17 425 170 | [ 11 ]      |
| 6    | 243 112 609 − 1                       | 23 agosto 2008    | 12 978 189 | [ 12 ]      |
| 7    | 242 643 801 − 1                       | 4 giugno 2009     | 12 837 064 | [ 13 ]      |
| 8    | 237 156 667 − 1                       | 6 settembre 2008  | 11 185 272 | [ 12 ]      |
| 9    | 232 582 657 − 1                       | 4 settembre 2006  | 9 808 358  | [ 14 ]      |
| 10   | 10 223 × 231 172 165 + 1              | 31 ottobre 2016   | 9 383 761  | [ 15 ]      |
| 11   | 230 402 457 − 1                       | 15 dicembre 2005  | 9 152 052  | [ 16 ]      |
| 12   | 225 964 951 − 1                       | 18 febbraio 2005  | 7 816 230  | [ 17 ]      |
| 13   | 224 036 583 − 1                       | 15 maggio 2004    | 7 235 733  | [ 18 ]      |
| 14   | 220 996 011 − 1                       | 17 novembre 2003  | 6 320 430  | [ 19 ]      |
| 15   | 1 059 0941 048 576 + 1                | 31 ottobre 2018   | 6 317 602  | [ 20 ]      |
| 16   | 919 4441 048 576 + 1                  | 29 agosto 2017    | 6 253 210  | [ 21 ]      |
| 17   | 168 451 × 219 375 200 + 1             | 17 settembre 2017 | 5 832 522  | [ 22 ]      |
| 18   | 123 4471 048 576 − 123 447524 288 + 1 | febbraio 2017     | 5 338 805  | [ 23 ]      |
| 19   | 7 × 66 772 401 + 1                    | settembre 2019    | 5 269 954  | [ 24 ]      |
| 20   | 8 508 301 × 217 016 602 − 1           | 21 marzo 2018     | 5 122 515  | [ 25 ]      |